# Anadolu Efes SK
Anadolu Efes Spor Kulübü je turecký mužský basketbalový klub. Sídlí v Istanbulu a domácí zápasy hraje od roku 2017 v hale Sinan Erdem Dome.
Klub byl založen v roce 1976 a získal licenci po zkrachovalém týmu Kadıköyspor. Původně nesl název Efes Pilsen SK podle sponzorského pivovaru, který je součástí holdingu Anadolu Grubu. V roce 2011 změnil název na Anadolu Efes v důsledku zákona zakazujícího propagaci alkoholu v názvech sportovních organizací. Klubové barvy jsou modrá, bílá a červená.
V sezóně 1978/79 Efes Pilsen poprvé postoupil do turecké nejvyšší soutěže a jako nováček ji hned vyhrál. Od té doby nesestoupil a je historicky nejúspěšnějším účastníkem turecké basketbalové ligy, kterou vyhrál šestnáctkrát (1979, 1983, 1984, 1992, 1993, 1994, 1996, 1997, 2002, 2003, 2004, 2005, 2009, 2019, 2021 a 2023). Je také dvanáctinásobným vítězem domácího poháru a třináctinásobným vítězem superpoháru. V roce 1993 byl Efes finalistou PVP a v roce 1996 vyhrál Koračův pohár, stal se tak prvním tureckým vítězem evropské pohárové soutěže. V letech 2000 a 2001 se zúčastnil Final Four Euroligy a v obou případech obsadil třetí místo. V roce 2019 postoupil do finále Euroligy, kde prohrál s PBC CSKA Moskva. V sezóně 2020/21 Anadolu Efes SK po vítězství nad Barcelonou 86:81 poprvé v historii vyhrál Euroligu. V následující sezóně dokázal titul obhájit, když ve finále zdolal Real Madrid Baloncesto 58:57.
Na počest svých dlouholetých opor klub vyřadil čísla 7 (Petar Naumoski) a 44 (Krunoslav Simon).